# Futurismus

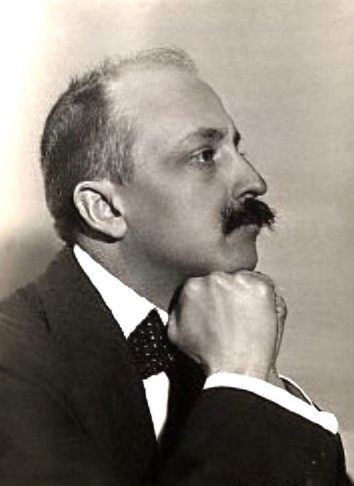
Filippo Tommaso Marinetti

Der Futurismus war eine aus Italien stammende avantgardistische Kunstbewegung, die aufgrund des breit gefächerten Spektrums den Anspruch erhob, eine neue Kultur zu begründen.
Der Einfluss des Futurismus geht wesentlich auf seinen Gründer Filippo Tommaso Marinetti und dessen erstes futuristisches Manifest von 1909 zurück.

## Vor dem Ersten Weltkrieg 1909–1914

### Gründungsmanifest
Am 20. Februar 1909 publizierte der junge italienische Schriftsteller Filippo Tommaso Marinetti in der französischen Zeitung Le Figaro sein „futuristisches Manifest“ und begründete damit die futuristische Bewegung:
1. „Wir wollen die Liebe zur Gefahr besingen, die Vertrautheit mit Energie und Verwegenheit.
2. Mut, Kühnheit und Auflehnung werden die Wesenselemente unserer Dichtung sein.
3. Bis heute hat die Literatur die gedankenschwere Unbeweglichkeit, die Ekstase und den Schlaf gepriesen. Wir wollen preisen die angriffslustige Bewegung, die fiebrige Schlaflosigkeit, den Laufschritt, den Salto mortale, die Ohrfeige und den Faustschlag.
4. Wir erklären, daß sich die Herrlichkeit der Welt um eine neue Schönheit bereichert hat: die Schönheit der Geschwindigkeit. Ein Rennwagen, dessen Karosserie große Rohre schmücken, die Schlangen mit explosivem Atem gleichen … ein aufheulendes Auto, das auf Kartätschen zu laufen scheint, ist schöner als die Nike von Samothrake.
5. Wir wollen den Mann besingen, der das Steuer hält, dessen Idealachse die Erde durchquert, die selbst auf ihrer Bahn dahinjagt.
6. Der Dichter muß sich glühend, glanzvoll und freigebig verschwenden, um die leidenschaftliche Inbrunst der Urelemente zu vermehren.
7. Schönheit gibt es nur noch im Kampf. Ein Werk ohne aggressiven Charakter kann kein Meisterwerk sein. Die Dichtung muß aufgefasst werden als ein heftiger Angriff auf die unbekannten Kräfte, um sie zu zwingen, sich vor den Menschen zu beugen.
8. Wir stehen auf dem äußersten Vorgebirge der Jahrhunderte! … Warum sollten wir zurückblicken, wenn wir die geheimnisvollen Tore des Unmöglichen aufbrechen wollen? Zeit und Raum sind gestern gestorben. Wir leben bereits im Absoluten, denn wir haben schon die ewige, allgegenwärtige Geschwindigkeit erschaffen.
9. Wir wollen den Krieg verherrlichen – diese einzige Hygiene der Welt – den Militarismus, den Patriotismus, die Vernichtungstat der Anarchisten, die schönen Ideen, für die man stirbt, und die Verachtung des Weibes.
10. Wir wollen die Museen, die Bibliotheken und die Akademien jeder Art zerstören und gegen den Moralismus, den Feminismus und jede Feigheit kämpfen, die auf Zweckmäßigkeit und Eigennutz beruht.
11. Wir werden die großen Menschenmengen besingen, welche die Arbeit, das Vergnügen oder der Aufruhr erregt; besingen werden wir die vielfarbige, vielstimmige Flut der Revolution in den modernen Hauptstädten; besingen werden wir die nächtliche, vibrierende Glut der Arsenale und Werften, die von grellen elektrischen Monden erleuchtet werden; die gefräßigen Bahnhöfe, die rauchende Schlangen verzehren; die Fabriken, die mit ihren sich hochwindenden Rauchfäden an den Wolken hängen; die Brücken, die wie gigantische Athleten Flüsse überspannen, die in der Sonne wie Messer aufblitzen; die abenteuersuchenden Dampfer, die den Horizont wittern; die breitbrüstigen Lokomotiven, die auf den Schienen wie riesige, mit Rohren gezäumte Stahlrosse einherstampfen und den gleitenden Flug der Flugzeuge, deren Propeller wie eine Fahne im Winde knattert und Beifall zu klatschen scheint wie eine begeisterte Menge …“[1]

### Hintergrund
Trotz der häufigen Verwendung von „wir“ hat Marinetti das Manifest allein konzipiert. Geprägt wurde Marinetti dabei von seinem literarischen Freundeskreis, zu dem vor allem Symbolisten wie Guillaume Apollinaire, Joris-Karl Huysmans und Stéphane Mallarmé gehörten, die sich, zur Gewalt bekennend, gegen die herrschende bürgerliche Ordnung auflehnten. Mit ihnen stand Marinetti auch manchen Anarchisten wie Pierre-Joseph Proudhon, Michail Bakunin und vor allem Georges Sorel nicht fern und begrüßte die Attentate ihrer Aktivisten. Im Manifest findet man auch Gedankengut von Friedrich Nietzsche. Wie Nietzsches Zarathustra streben Marinettis Helden ihre Ziele allein gegen eine feindliche Welt und ohne Rücksicht auf ihr Umfeld gewalttätig an.
Neben der Ablehnung der (christlichen) Moral und der Abneigung Marinettis gegenüber Frauen zeigt sich im Manifest das Fehlen jeglicher sozialer Bezüge. Nach einem vollendeten Jura-Studium fasste er den Entschluss, nicht in die Fußstapfen seines erfolgreichen Vaters zu treten, sondern eine neue Kulturrichtung ins Leben zu rufen.
Das Manifest war als provokativer Tabubruch konzipiert, der Jugend, Gewalt, Aggressivität, Geschwindigkeit, Krieg und Rücksichtslosigkeit verherrlichte und den als „Passatisten“ (Anhänger des Vergangenen) bezeichneten etablierten Kulturträgern und deren Anhängern den Kampf ansagte. Die Zerstörung von Bibliotheken, Museen und Akademien als Hort des Passatismus (überlebte Anschauungen) sollte der neuen Kultur den Weg ebnen und Italien eine neue kulturelle Identität verleihen. Dazu Giovanni Lista:

„Die italienischen Künstler waren stets von der Idee gelähmt, nur die Nachkommen eines nunmehr verschwundenen Ruhms zu sein. Gegen diese Zwangsvorstellung von der unerreichbaren Vergangenheit verkündete Marinetti, dass sich eine neue Welt ankündige, und dass Italien jetzt seinen jahrhundertealten Ruhm zu Grabe tragen und vom Gewicht seiner herrlichen… Vergangenheit befreien müsse.“

Selbst dieses provokative Manifest wäre im skandalgewohnten Paris wohl über ein Tagesgespräch nicht hinausgekommen, hätte nicht Marinetti das in Künstlerkreisen geweckte Interesse dazu genützt, einen Kreis junger Künstler um sich zu scharen und zu konzertiertem Schaffen zu bewegen, was er durch finanzielle Zuwendungen zu fördern verstand.

### Präsentation
Zum Grundritual des Futurismus gehörten die zahlreichen Manifeste, mit denen sich der Futurismus in seiner Gesamtheit und in seinen Teilbereichen präsentierte.
Was den Futurismus von anderen Kunstrichtungen deutlich unterschied und zu dessen Verbreitung entscheidend beitrug, war die Art der Präsentation. Marinettis Serate futuriste (Futuristische Abende), die er ab 1910 vor allem in norditalienischen Theatersälen veranstaltete, sollten primär provozieren. Deshalb begannen solche Abende grundsätzlich mit der verbalen Herabsetzung der jeweiligen Stadt und ihrer Bürger. Anschließend wurden Manifeste verlesen, futuristische Kunstwerke gezeigt, futuristische (Geräusch-)Musik gespielt sowie Ausschnitte aus futuristischer Theaterkunst geboten. Solche Abende waren aus der Sicht Marinettis nur dann erfolgreich, wenn es spätestens zu Ende der Veranstaltung zu einem Tumult mit Einschreiten der Sicherheitskräfte kam und das Medienecho entsprechend groß war.
Auf dem so gewonnenen Bekanntheitsgrad aufbauend, wurde die futuristische Wanderausstellung, die am 30. April 1911 in Mailand startete, ein voller Erfolg. 1912 ging man mit der Ausstellung ins Ausland, wo sie bis Kriegsbeginn blieb. Die wichtigsten Stationen waren Paris, London (2 mal), Berlin (2 mal), Wien, Brüssel, Den Haag, Amsterdam, München, Budapest, Rotterdam, Karlsruhe, Leipzig, Rom und St. Petersburg. Fast überall zeigten sich Besucher und Kritiker von der Vielfältigkeit und Eindringlichkeit der Darbietung beeindruckt, besonders stark war die Wirkung auf die lokale Kunstszene.

### Malerei

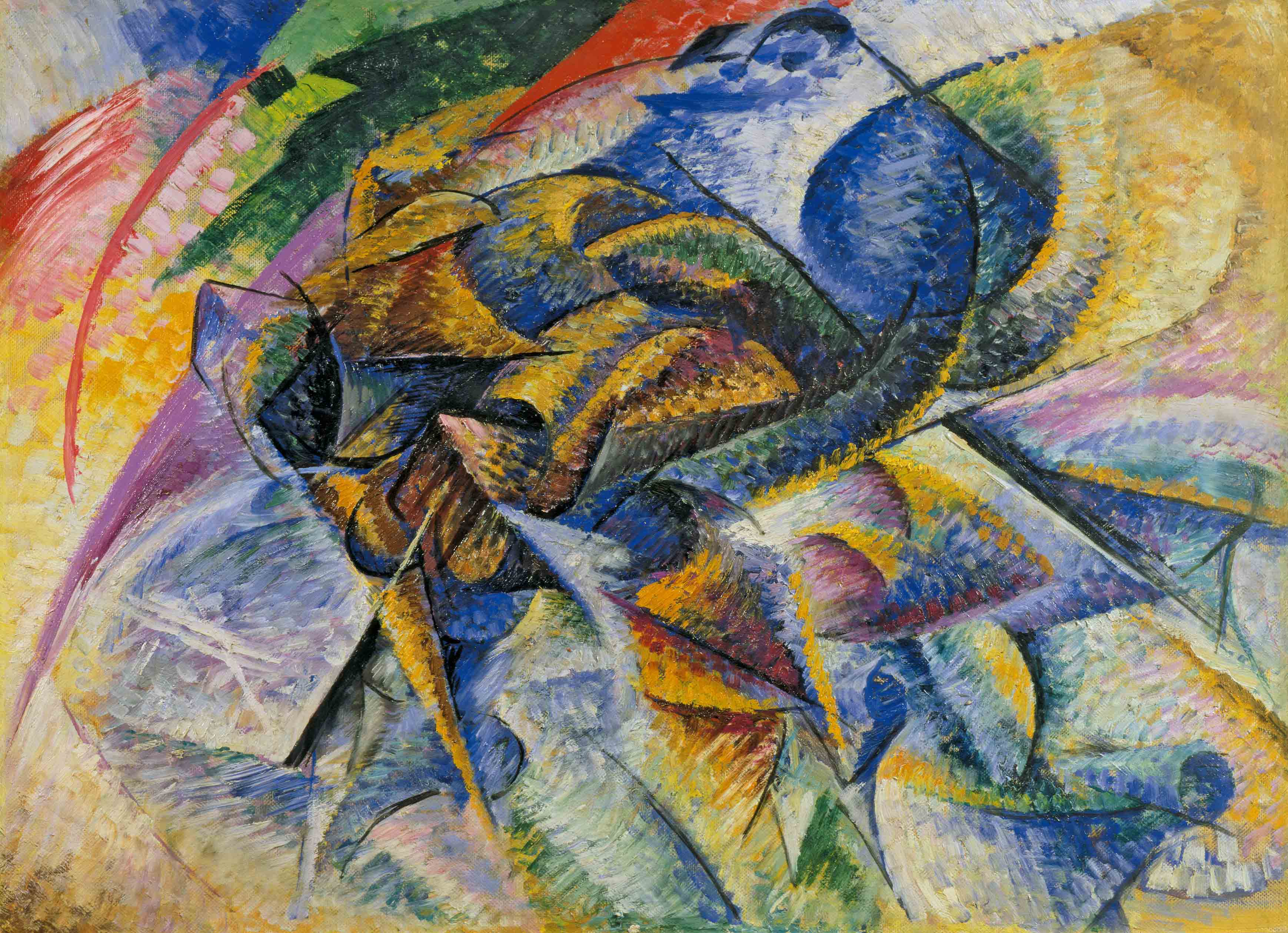
Umberto Boccioni, Dinamismo di un ciclista, 1913, Öl auf Leinwand, 70 × 95 cm

Die Malerei wurde neben der Bildhauerei zur führenden Kunstrichtung im Futurismus. Das Manifest der futuristischen Malerei präsentierte Umberto Boccioni als der unbestrittene Doyen der Gruppe am 11. Februar 1910 in Turin. Unterzeichner waren neben Boccioni Giacomo Balla, Luigi Russolo, Gino Severini und Carlo Carrà. Das Manifest wandte sich mit einem Schrei der Auflehnung gegen den „fanatischen, unverantwortlichen und snobistischen Kult der Vergangenheit“ an die jungen Künstler des Landes. Gepriesen wurde jede Form von Originalität, eingefordert wurde der Mut zur Verrücktheit sowie die Wiedergabe des täglichen Lebens. Abgelehnt wurden: Der Kult der Vergangenheit, die Besessenheit für das Alte, die Pedanterie, der akademische Formalismus, jede Form der Nachahmung, alle schon abgenutzten Themen und Motive und die Kunstkritiker.
Diesem Papier folgte wenige Tage später das Technische Manifest der futuristischen Malerei mit den Postulierungen von universellem Dynamismus, Aufrichtigkeit und Reinheit bei der Darstellung der Natur sowie der Zerstörung der Stofflichkeit der Körper durch Bewegung und Licht. Klassische Motive wurden abgelehnt, die Aktmalerei wurde im Manifest als „ebenso widerwärtig und deprimierend wie der Ehebruch in der Literatur“ bezeichnet. Man strebe nicht das Abbild eines Ereignisses, sondern die Darstellung der Erlebniswelt des Künstlers oder der von ihm dargestellten Person an. Was Boccioni propagierte, war auf der Leinwand noch unerprobt. In der Praxis sollte es sich als schwierig darstellen, sich vom Kubismus, Pointillismus und den Impressionisten klar genug abzugrenzen. Als letztes Unterscheidungsmerkmal blieb oft nur die forcierte Darstellung von Bewegungsabläufen. Neben den Unterzeichnern des Manifestes waren in der futuristischen Malerei der Vorkriegsjahre vor allem Fortunato Depero, Ottone Rosai, Mario Sironi, Ardengo Soffici, Enrico Prampolini und Filippo Tommaso Marinetti tätig.

### Plastik und Theater

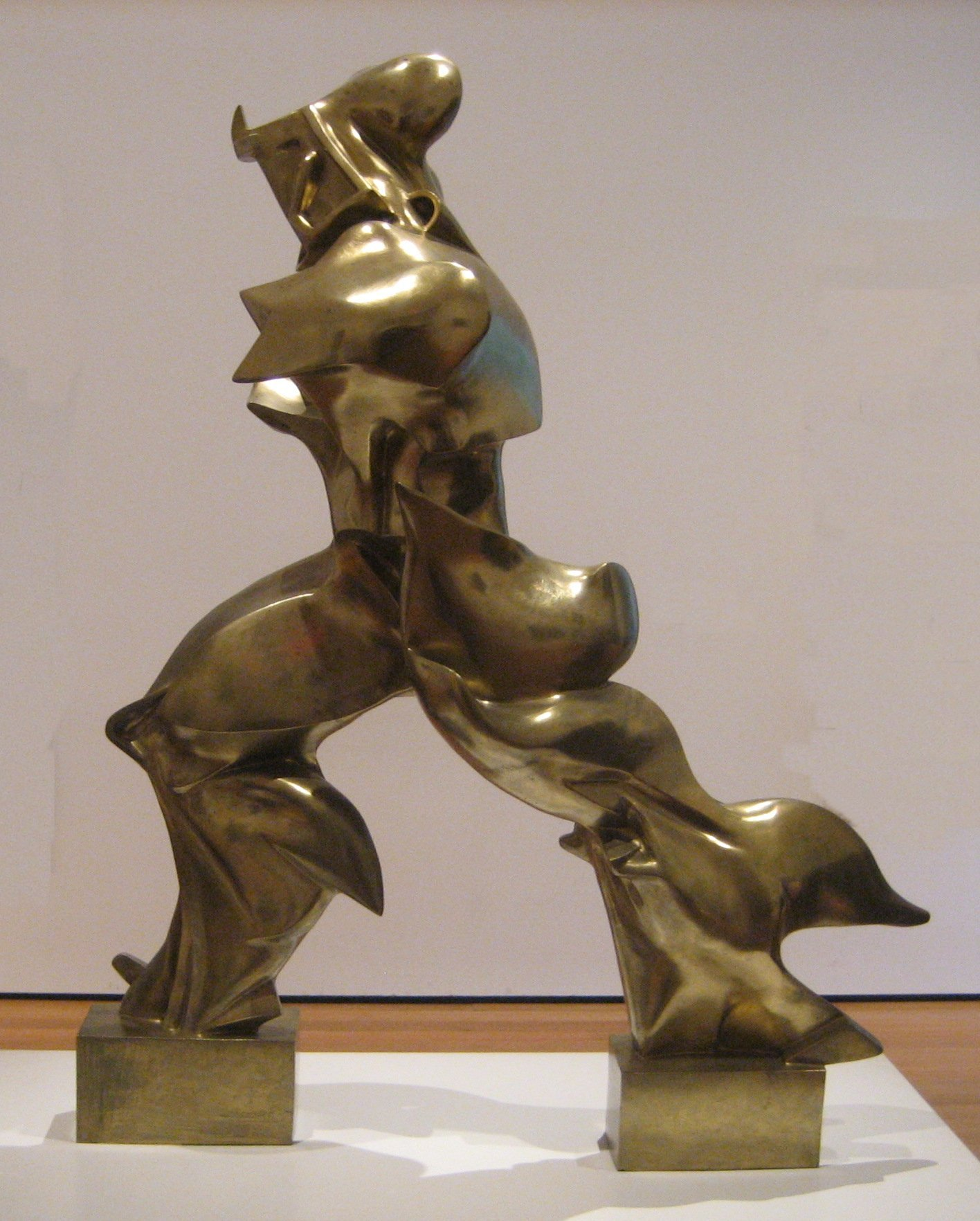
Umberto Boccioni: Einzigartige Formen der Kontinuität im Raum, 1913

Im Bereich der Plastik war bis in den Krieg hinein so gut wie ausschließlich das Multitalent Umberto Boccioni tätig. Seine Skulptur Einzigartige Formen der Kontinuität im Raum gilt heute als Ikone des Futurismus, ihre Bedeutung spiegelt sich in der Tatsache wider, dass sie die aktuelle italienische 20-Eurocent-Münze ziert.
Eine Verbindung von Plastik und Theater versuchten Fortunato Depero und Gilbert Clavel. Beide wollten das „plastische Theater“ als neue Kunstform aus klarer Formen-, Farb- und Lichtsprache, Musik und Bewegung schöpfen. Am 14. Mai 1918 gelangten im Römer Teatro dei Piccoli ihr Märchenspiel Balli Plastici zur Uraufführung. In einem Wechsel zwischen konkreten Erzählsträngen und abstrakten Momenten bewegen sich Holzmarionetten in fünf Akten mimisch zur Musik von Alfredo Casella, Gérald Tyrwhitt, Béla Bartók und Francesco Malipiero. Clavel, der sich als Ideengeber und Förderer der Balli Plastici verstand, die in Rom begeisterte Aufnahme fanden, versuchte vergeblich, das Werk auch in Paris, Neapel und der Schweiz zu zeigen.

### Musik

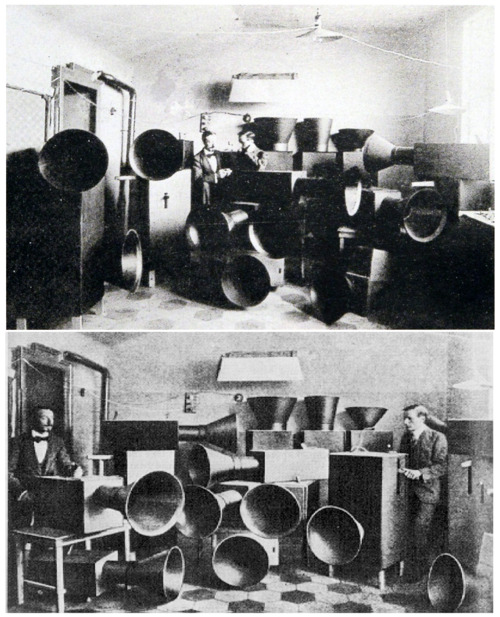
Luigi Russolo: Intonarumori, 1913

Die futuristische Musik, auch Bruitismus genannt, ist eng mit den Namen Francesco Balilla Pratella und Luigi Russolo verbunden. Pratella stieß 1910 zu den Futuristen und gab noch im selben Jahr das erste Manifest der futuristischen Musiker heraus; es folgten zwei weitere Manifeste und 1912 auch ein Buch über die futuristische Musik. Russolo wirkte zunächst als Maler und stellte auch aus. 1913 trat er als Verfasser des Manifestes L’Arte dei rumori auf, das 1916 in einer Buchveröffentlichung mit weiteren Kapiteln erschien und in dem er den Ersatz der Musik durch die Geräuschkunst ankündigte. Er baute seine Lärmquellen, sogenannte Intonarumori, selbst und bestritt zahlreiche Konzerte. Nach dem Krieg baute er ein Rumorharmonium (Russolophon), in das er mehrere Geräuschquellen integrierte. 1927 wandte er sich als Antifaschist von Italien ab, gab 1929 sein letztes öffentliches Konzert und wandte sich schließlich wieder der Malerei zu. Er gilt heute als einer der Väter der synthetischen Musik.
In der Folge wurden die Ondes Martenot (1928) und das Trautonium (1930) als weniger radikale elektronische Musikinstrumente entwickelt, die sich dauerhafter ins Musikleben integrieren ließen.

### Weitere Felder

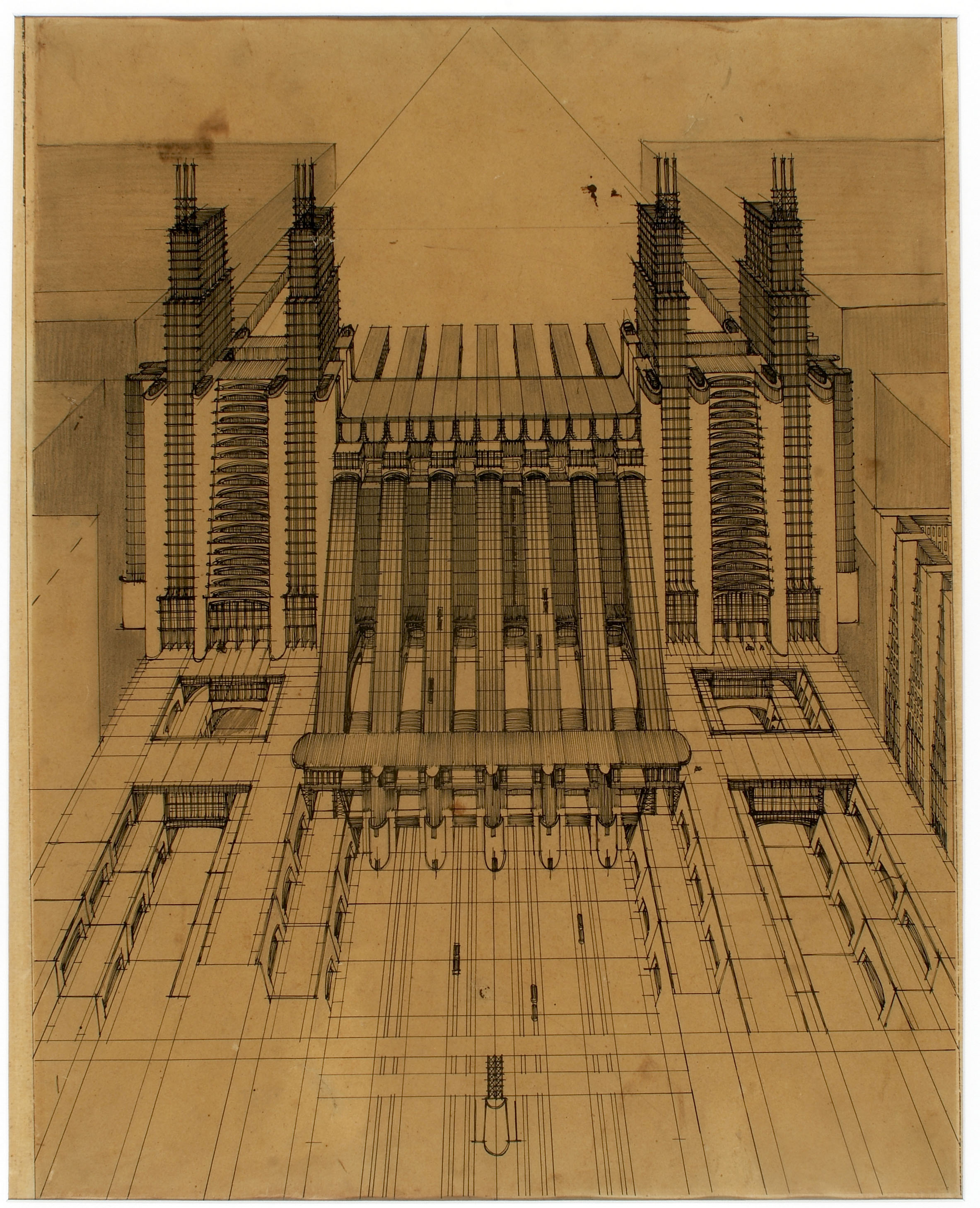
Entwurf von Antonio Sant’Elia

Im Januar 1914 schrieb Enrico Prampolini das erste futuristische Manifest zur Architektur (L’atmosferastruttura. Basi per una architettura futurista). Der wichtigste Vertreter der Architektur war bis in den Krieg hinein allerdings Antonio Sant’Elia. Seine Entwürfe waren originell und eindrucksvoll, sein Kriegstod 1916 verhinderte jedoch eine Umsetzung.
Dem Thema Foto und Film widmeten sich Anton Giulio Bragalia und Enrico Prampolini. Vor allem Bragalia versuchte die auch in der Malerei geforderte Dynamik mittels Mehrfachbelichtungen von Bewegungsabläufen darzustellen.
Im Bereich Mode und Kunstgewerbe waren Giacomo Balla und Fortunato Depero tätig. Es wurden neben Stoffmustern auch Anzüge, Mützen und Wandteppiche entworfen. Tatsächlich getragen wurden Krawattenhalter und futuristische Gilets, die Depero entwarf.
Der letzte Bereich, dem sich der Begriff vor dem Ersten Weltkrieg ermächtigte, war die Politik. Sie brachte Marinetti, der für den raschen Kriegseintritt Italiens plädierte, erstmals in Berührung mit Benito Mussolini. Marinetti trat Mussolinis „Fascio d’Azione Rivoluzionario“ bei und organisierte Veranstaltungen, bei denen Mussolini als Redner auftrat, der ebenfalls den Krieg und die Befreiung der Irredenti (Unerlösten) vom österreichischen Joch einforderte. Im September 1914 wurden Marinetti, Boccioni und Russolo in Mailand bei einer dieser Veranstaltungen inhaftiert, weil sie österreichische Fahnen verbrannt hatten. Dem kurzen Gefängnisaufenthalt folgt das Manifest Futuristische Kriegssynthese, in der die Unterstützung der Futuristen für eine Intervention Italiens im Sinne der Irredenta zum Ausdruck kam.

## Während des Ersten Weltkriegs 1914–1918
Als Italien gegen den Willen der Kirche und der Sozialisten 1915 in den Krieg eintrat, eilten die Futuristen, als Propagandisten der Gewalt, zu den Fahnen. Das künstlerische Wirken kam fast zum Erliegen.
Der Krieg sollte sich in zweifacher Hinsicht als Zäsur erweisen.
Der Zusammenhalt innerhalb der Führungsgruppe hatte sich bereits vor Kriegsbeginn bedenklich gelockert. Es handelte sich dabei teilweise um typische Begleiterscheinungen nach Etablierung revolutionärer Strömungen, sie zeigen aber andererseits, dass viele Futuristen mit dem neuen Schwergewicht des Futurismus, der Politik, ihre Probleme hatten. Während Marinetti unter diesem neuen Vorzeichen nach stetiger Erweiterung des Kreises strebte, lehnte Boccioni eine solche Erweiterung ab und wollte die Kunst und deren Qualität im Vordergrund sehen. Diese Problematik sprach er auch in seinem Buch an, das im April 1914 erschien und vordergründig der futuristischen Malerei und der bildenden Kunst im Futurismus gewidmet war. Dieses Werk stellte nicht das Gemeinsame in den Vordergrund, sondern die Talente und Verdienste des Autors, was nicht nur zu Unstimmigkeiten mit Marinetti, sondern auch mit dem im Buch kritisierten Carrá führte. Einen weiteren Keil in die Gemeinschaft trieb ein Artikel, der von Mitgliedern der Futuristengruppe Florenz und zwar von Giovanni Papini, Aldo Palazzeschi und Ardengo Soffici verfasst worden war und am 14. Februar 1915 in der futuristischen Gazette Lacerba unter dem Titel Futurismus and Marinettismus erschien. Die Autoren unterschieden hier zwischen den „echten“ Futuristen Carrá, Severini und Tavolato und jenen, die den Grundsätzen untreu geworden waren wie Boccioni, Balla, Pratella, Russolo und auch Marinetti.
Die eigentliche Tiefe der Zäsur wurde aber letztendlich von den Kriegsverlusten bestimmt. Insgesamt verloren dreizehn Futuristen das Leben, einundvierzig wurden verwundet. Unter den Toten befanden sich neben dem Architekten Sant’Elia auch Boccioni, der 1916 vom Pferd stürzte und bald danach starb.

## Zwischen Weltkrieg und Faschismus 1918–1920
Nach dem Krieg stand zunächst der politische Futurismus im Vordergrund. Marinetti hatte noch vor Kriegsende die „Partito Politico Futurista (Futuristische Politische Partei)“ gegründet und ihr ein nationalistisches, soziales, antikapitalistisches und antiklerikales Profil gegeben. Diese Partei war nicht als Massenpartei, sondern als Sammelbecken für Personen gedacht, die der futuristischen Bewegung nahestanden. Mit Piero Bolzon, Giuseppe Bottai, dem Schriftsteller Mario Carli und dem Bildhauer Ferruccio Vecchi, dem Anführer der regulären militärischen Kommandoeinheiten Arditi rekrutierte man auch Personen, die später in der faschistischen Bewegung Karriere machen sollten.
Diese Partei ging in der am 23. März 1919 von Mussolini gegründeten Bewegung der Fasci di combattimento auf. Als man bei den Wahlen im Oktober 1919 lediglich 4000 Stimmen erringen konnte, traten Spannungen auf. Marinetti wandte sich nach der Niederlage noch schärfer nach links und forderte neben der bolschewistischen Revolution (allerdings ohne Internationalismus) die Verschärfung des Kampfes gegen Monarchie, Kirche und Bürokratie sowie die Abschaffung der Gefängnisse und die Auflösung der Carabinieri. Da Mussolini dieser Weg nach links versperrt war, wo man ihn nach seinem Parteiausschluss wegen Förderung einer italienischen Kriegsteilnahme noch immer als Verräter betrachtete, wandte er sich nach rechts.
So sprach er sich beim zweiten Kongress der Fasci im Jahr 1920 für die Einstellung des Kampfes gegen die Monarchie und die Kirche aus, was zum Eklat führte. Neben etlichen Squadristi verließen auch die Futuristen Marinetti, Carli und Vecchi die Bewegung.
Die unvereinbaren Ansichten machte Marinetti wenig später in einem Manifest sichtbar, das dem Anarchismus so nah wie nie zuvor stand. In „Al di là del communismo“ („Über den Kommunismus hinaus“), das den Futuristen außerhalb Italiens gewidmet war, nimmt er Abschied vom politischen Futurismus und würdigt die russische Oktoberrevolution als Vorbild für Italien. Dies bringt ihm zunächst nur bei den Bolschewiki Anerkennung. So wird er 1921 vom sowjetischen Volkskommissar für das Kulturwesen Anatoli Wassiljewitsch Lunatscharski als „einziger revolutionärer Intellektueller“ Italiens bezeichnet.

## Stellung zum Faschismus ab 1920
Von 1920 bis 1924 hüllte sich Marinetti in Schweigen, während die ehemaligen Syndikalisten Mino Maccari und Curzio Suckert in der 1920 gegründeten futuristischen Zeitung «L’impero» das antiklerikale und revolutionäre Programm des ursprünglichen Futurismus weiter entwickelten.
Mit dem Sammelband Futurismo e Fascismo, den er seinem „großen und teuren Freund Mussolini“ widmete, leitete Marinetti 1924 die Aussöhnung mit dem Faschismus ein, was ihm den Posten des Kultusministers einbrachte. Die Rolle des Futurismus im Rahmen der Kunst des etablierten Faschismus war aber bereits vorher entschieden worden. Der Futurismus musste sich die politische Anerkennung mit dem ‚passatistischen‘ Novecento teilen, einer eher klassizistischen Kunstrichtung, die von Mussolini bevorzugt wurde. Nicht Marinetti, sondern der 1929 gegründete Faschistische Verband der schönen Künste sorgte dafür, dass die Beschickung von Ausstellungen und die Vergabe staatlicher Aufträge in der von der obersten Führung gewünschten Stilmischung erfolgt. Dabei kam der Futurismus häufig nur dann zum Tragen, wenn es galt, den dynamischen, zukunftsorientierten Charakter des neuen Italien zum Ausdruck zu bringen. Dass der Futurismus um seine Stellung kämpfte, ist den zahlreichen Manifesten dieser Zeit zu entnehmen. Sie hatten u. a. die sakrale Kunst, die Luftfahrtarchitektur, die Keramik, die neue Ästhetik des Krieges, die Kriegskameradschaft und die Krawatten zum Thema. Mit dem „Tattilismo“ (Kontaktsuchendes Tasten mit dem Ziel des Aufbaues sozialer Beziehungen) kreierte Marinetti überdies einen neuen Umgang mit dem menschlichen Umfeld. Für Aufsehen sorgte auch Marinettis Manifest der futuristischen Küche (1930), das sich weniger der Kücheneinrichtung, als den Essgewohnheiten der Italiener widmete. Dabei machte Marinetti die Pasta Asciutta für die Provinzialität und geringen politischen Rang im Konzert der Europäer verantwortlich und plädierte dafür, ab sofort Reisgerichten den Vorzug zu geben. Langfristig plädierte er für die Umstellung der Ernährung auf Chemieprodukte.
Als bedeutendste Strömung des „2. Futurismus“ kann die von Gabriele d’Annunzio inspirierte und von Mino Somenzi mit einem Manifest geadelte Aeropittura bezeichnet werden, die den Beinamen „Arte Sacra Futurista“ erhielt. Mit der in den Weltraum ausgreifenden Luft- und Raumfahrtliteratur und der Aeropoesie fand Marinetti Anknüpfungspunkte an die alten futuristischen Topoi von Dynamik, Fortschritt und Geschwindigkeit, die nun mit Patriotismus, Flugheldentum und subtiler Kriegspropaganda den neuen Zeiten angepasst wurden. Die Architektur, die in der ersten futuristischen Phase keine praktische Umsetzung erlebte, konnte nun aufgrund der regen öffentlichen Bautätigkeit des Regimes weit besser zur Entfaltung kommen. Obwohl die futuristischen Architekten mit Mussolinis Vorliebe für den Klassizismus leben mussten, gelang es dennoch Bauwerke nach futuristischen Grundsätzen zu errichten, die sich an den Prinzipien von Zweckmäßigkeit und Modernität orientierten und die Möglichkeiten ausschöpften, die die neuen Baumaterialien boten. Zu den öffentlichen Gebäuden, darunter Eisenbahnstationen, Seebäder, Postämter, Kraftwerk, Schulen und Kasernen, gehört auch der bekannte Bahnhof von Trient, der von Angiolo Mazzoni entworfen wurde.
Die wichtigsten Vertreter dieses ‚zweiten‘ Futurismus (1924–1945) waren die Multitalente Enrico Prampolini, Giacomo Balla sowie Fortunato Depero (Schauspiel, Malerei, Präsentation), die Maler Gerardo Dottori, Tullio Crali, Ivano Gambini, Giovanni Korompay, Guglielmo Tato und Fillia sowie die Architekten Paladini, Chessa und Sartoris. Ihr wichtigstes Sprachrohr wurde die Zeitung «Noi», die ab 1924 erschien.

## Futurismus außerhalb Italiens

### Deutschland

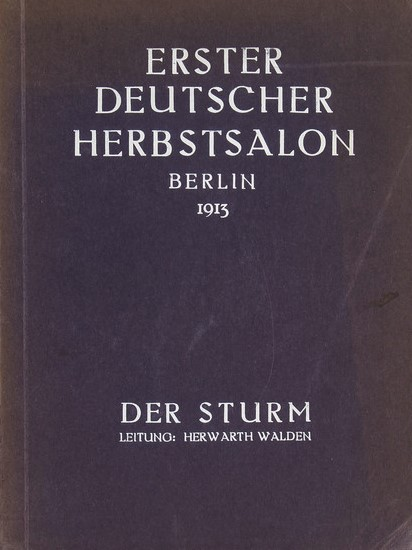
Herwarth Walden brachte die Futuristen nach Berlin

In Deutschland griff der Kreis um Herwarth Waldens expressionistisch-avantgardistischer Zeitschrift Der Sturm ab 1910 Elemente des Futurismus auf. Er organisierte in der Sturm-Galerie am 12. April 1912 eine Futuristen-Ausstellung und sorgte für die Beteiligung der Futuristen Giacomo Balla, Umberto Boccioni, Carlo Carrà, Luigi Russolo, Gino Severini und Ardengo Soffici am Ersten Deutschen Herbstsalon mit vierzehn Bildern im September 1913 in Berlin. Severini skandalisierte die Berliner Presse mit dem aufgeklebten Bart auf dem Porträt Marinettis.
In der Literatur verwendete der Schriftsteller Alfred Döblin die futuristische Technik der Montage und Simultaneität bereits in seinen Erzählungen im Band Die Ermordung einer Butterblume (1913). Diese deutsche Variante des literarischen Futurismus wurde auch unter dem Namen Berliner Futurismus bekannt. Döblin perfektionierte sie in seinem mehrfach verfilmten Roman Berlin Alexanderplatz (1929).

### Österreich
In Wien entwickelte sich schon vor dem Ersten Weltkrieg an der Kunstgewerbeschule die österreichische Spielart des Futurismus, der Kinetismus.

### Frankreich
In Frankreich fand der Futurismus nur wenig Beachtung. Die Futuristen wurden in Frankreich, das sich als führende Kulturnation seiner Zeit bezeichnete, eher belächelt, die futuristische Malerei als eine Abart des Kubismus in ihrer Eigenständigkeit reduziert.

### Großbritannien
Anders als die Russen haben die britischen Vortizisten nie geleugnet, dass sie durch den italienischen Futurismus stark geprägt wurden. Dies kam auch in ihrer Zeitung „Blast“ zum Ausdruck, die bis 1915 erschien.

### Japan
Marinettis Vorstellung der Metallisierung des Körpers wird heute noch von vielen japanischen Mangas und Künstlern aufgegriffen, beispielsweise im Film Tetsuo: The Iron Man von Shinya Tsukamoto. Shinya Tsukamoto griff auch weitere Elemente des Futurismus auf, so wie die Darstellung der Faust in Tokyo Fist oder die Verwandlung des Menschen in eine Waffe in Tetsuo II: The Body Hammer.

### Portugal
In Portugal gab es innerhalb des Dichterkreises des Primeiro Modernismo futuristische Experimente, vor allem von José de Almada Negreiros und Mário de Sá-Carneiro. Als „Gesandten“ Marinettis verstand sich dabei der Maler Santa Rita Pintor, mit dessen Tod 1918 die portugiesische Phase des Futurismus als beendet gesehen werden kann. Der vielleicht interessanteste Beitrag sind die Gedichte des Pessoa’schen Heteronyms Álvaro de Campos, darunter vor allem Óde Triunfal, Óde marítima und Saudação a Walt Whitman. Diese Spielart wurde von Pessoa allerdings als Sensacionismo bezeichnet und unterscheidet sich unter anderem durch Ironie und konventionellere Stilmittel vom italienischen Futurismus.

### Russland, Sowjetunion
Es war wohl kein Zufall, dass der etwas mehr dem Kubismus nahestehende russische Futurismus (Kubofuturismus) unmittelbar nach der futuristischen Wanderausstellung Marinettis in St. Petersburg im Jahre 1912 entstand, auch wenn diese Wurzeln von den russischen Künstlern stets geleugnet wurden. Die wichtigsten von ihnen, Welimir Chlebnikow, Alexei Krutschonych, Wladimir Majakowski, Alexandra Exter, David Burljuk und der vielseitige und umtriebige Georgier Iliazd, zeigten sich aber ebenso von Dynamik, Geschwindigkeit und der Rastlosigkeit des urbanen Lebens fasziniert wie die Italiener, auch sie suchten zu provozieren, auch sie plädierten für eine radikale Abwendung von der hergebrachten Kunst. Im Gegensatz zu Italien war der russische Futurismus aber primär eine literarische Bewegung. Ein Förderer der russischen Futuristen war der Fabrikant Lewki Schewerschejew.
Die Bolschewiki förderten ab 1917 zunächst den Futurismus. Eine Reihe von Schriftstellern und Künstlern engagierten sich wiederum für die Wandelung des Futurismus im Dienst der bolschewistischen Behörden und Verbände, etwa Sergej Tretjakow. Die Unterstützung durch das Regime fand jedoch unter Josef Stalin ein abruptes Ende, der den Sozialistischen Realismus zur offiziellen Kunstrichtung erhob – eine Politik, die 60 Jahre Bestand haben sollte.
Im Jahre 2005 wurde ein weiterer Ausgang der Metro Majakowskaja mit aufwändigen Marmor- und Edelstahl-Elementen im futuristischen Stil sowie einem Mosaik und einem Gedicht Majakowskis neu eröffnet. In den Jahren 2008 bis 2010 fanden anlässlich des 100. Geburtstags des Manifests in Moskau eine Reihe von Futurismus-Ausstellungen statt, u. a. im staatlichen Puschkin-Museum.

### Ungarn
Seit den 1910er Jahren fand der Futurismus Eingang in die ungarische Malerei, die sich als besonders empfänglich für jede avantgardistische Richtungen erwies. Von den Futuristen ließen sich einige Künstler im Umkreis von Lajos Kassák inspirieren, wie Sándor Bortnyik, Lajos Tihanyi, Béla Uitz und János Schadl, die hauptsächlich die Aspekte der Dynamik und Kraft italienischer futuristischer Werke auf ihrige übertrugen.
Weitere Exponente des ungarischen Futurismus waren zwei in Berlin erfolgreiche Künstler, nämlich Béla Kádár und Hugó Scheiber, die für sich den späteren, dekorativen, Stil des Futurismus entdeckten und ihn mit expressionistischen Elementen paarten. Ebenfalls zu den späteren Futuristen wird der Künstler György Ruzicskay gezählt, dessen wenige, sporadische futuristische Arbeiten zwischen Mitte der 1920er und Mitte der 1930er Jahre entstanden sind.
Im Jahre 2010 wurde die Ausstellung „Depero: a futurista“ mit den oben genannten Künstlern in der Ungarischen Nationalgalerie sowie im Museo di arte moderna e contemporanea di Trento e Rovereto eröffnet um den Einfluss der italienische Futuristen auf die Ungarische Avantgarde zu verdeutlichen.

## Fortwirkung und Einflüsse

Umberto Boccioni ist heute europaweit in allen Händen

Über Italien hinaus hatte der Futurismus Einfluss auf die Entwicklung von Strömungen der Moderne wie Expressionismus, Dadaismus, Vortizismus, Art déco, Surrealismus und Konstruktivismus. Der moderne Roman wurde vom Futurismus maßgeblich beeinflusst: Die bahnbrechenden Romane Ulysses (1918) von James Joyce, Manhattan Transfer (1925) von John Dos Passos und Berlin Alexanderplatz (1929) von Alfred Döblin sind (neben dem Stream of Consciousness/Bewusstseinsstrom) auch geprägt von den futuristischen Techniken der Montage und der Simultanität. Die Sprache wurde durch den Futurismus um den Begriff Avantgarde bereichert – soweit bekannt, taucht dieser im Zusammenhang mit der Kunst zum ersten Mal im Gründungsmanifest von 1909 auf.
Trotz seiner politischen Ambivalenz, der protofaschistischen und antifeministischen Motive, bedeutete der Futurismus für Italien einen wichtigen Schritt zu kultureller Emanzipation und zu kreativem Selbstvertrauen der italienischen Künstler, die seit Jahrhunderten unter der kulturellen Dominanz der römischen Antike wie der Renaissance litten. Dass es gelang, einige Grundmotive und den Erneuerungsdrang des Futurismus über den Zweiten Weltkrieg hinweg lebendig zu halten, verschaffte Italien nach 1945 und dem Ende des Mussolini-Faschismus einen deutlichen Vorsprung beim Anschluss an die internationale Moderne.
Die Inhalte der meisten Manifeste sind heute völlig überholt. Die veränderte Einstellung zu Krieg und Gewalt durch den Zweiten Weltkrieg als negativer Zivilisationsbruch trugen ebenso dazu bei wie die Zerstörung der Natur und die Ökologiebewegung. Was an Materiellem geblieben ist, sind einige beispielgebende Kunstwerke, darunter jene Boccionis und solche der „Aeropittura“. Zeitlos aktuell bleibt Marinettis Methode, Ideen und Kunstwerke einerseits multimedial, andererseits mittels Provokation einer breiten Öffentlichkeit zu präsentieren.

## Liste futuristischer Künstler
- Fedele Azari
- Giacomo Balla
- Olga Biglieri
- Umberto Boccioni
- Anton Giulio Bragaglia
- Wladimir Dawidowitsch Burljuk
- Nikolaj Burljuk
- David Burliuk
- Paolo Buzzi
- Francesco Cangiullo
- Pasqualino Cangiullo
- Mario Carli
- Carlo Carrà
- Athos Casarini
- Ambrogio Casati
- Regina Cassolo Bracchi
- Giannina Censi
- Mario Chiattone
- Welimir Chlebnikow
- Leandra Cominazzini Angelucci
- Umberto Primo Conti
- Luciano De Nardis
- Fortunato Depero
- Gerardo Dottori
- Fillia (Luigi Colombo)
- Luciano Folgore
- Adele Gloria
- Wasilisk Gnedow
- Corrado Govoni
- Jelena Guro
- Roman Jakobson
- Wassily Kamenski
- Alexei Krutschonych
- Benedikt Liwschitz
- Wladimir Majakowski
- Filippo Tommaso Marinetti
- Marisa Mori
- Konstantin Olimpow
- Enrico Prampolini
- Francesco Balilla Pratella
- Carla Prina
- Ottone Rosai
- Olga Rosanowa
- Luigi Russolo
- Antonio Sant’Elia
- Valentine de Saint-Point
- Hugó Scheiber
- Ilja Sdanewitsch
- Gino Severini
- Igor Sewerjanin
- Mario Sironi
- Ardengo Soffici
- Igor Terentjew
- Sergei Michailowitsch Tretjakow
- Wanda Wulz

## Sammlungen
Umfangreiche Bestände zum Futurismus beherbergen die Harvard-Bibliothek, die Biblioteca di via del Senato (Milano), die Bibliothek des Kunsthistorischen Instituts in Florenz und die Zentralbibliothek Zürich. Letztere verfügt über wertvolle Erstausgaben von Filippo Tommaso Marinetti sowie Zeitschriften, Pamphlete und Manifeste. Das MART (Museo di arte moderna e contemporanea di Trento e Rovereto) ist als futuristische Ausstellungs- und Forschungsstätte über die Grenzen Italiens hinaus bedeutsam.

## Ausstellungen
- Futurismus. Radikale Avantgarde 7. März 2003 bis 29. Juni 2003, Kunstforum, Wien.
- Italian Futurism 1909–1944. Guggenheim Museum, New York. (Bis 1. September 2014). Reich kommentierter und illustrierter Katalog.[24]

## Ausstellungskataloge, Tagungen
- Berliner Festspiele (Hrsg.): Sprachen des Futurismus, Literatur, Malerei, Skulptur, Musik, Theater, Fotografie, JOVIS Verlag: Berlin 2009, ISBN 978-3-86859-066-1.
- Donatella Chiancone-Schneider (Hrsg.): Zukunftsmusik oder Schnee von gestern? Interdisziplinarität, Internationalität und Aktualität des Futurismus. Köln 2010 DNB, Italienisches Kulturinstitut Köln, 13. Juli 2009. Tagung
- Ingo Bartsch, Maurizio Scudiero (Hrsg.): „… auch wir Maschinen, auch wir mechanisiert! …“ Die zweite Phase des italienischen Futurismus 1915–1945, Bielefeld 2002, ISBN 3-933040-81-7  Museum am Ostwall zu Gast im Museum für Kunst und Kulturgeschichte, Dortmund 2002.
- Evelyn Benesch, Ingried Brugger: Futurismus – Radikale Avantgarde, Mailand 2003, ISBN 88-202-1602-7 (Ausstellungskatalog)